# Adil Douiri
Pour les articles homonymes, voir Douiri.
Adil Douiri, né le 16 novembre 1963 à Rabat, Maroc, est un homme politique, financier, et homme d'affaires marocain.
Cofondateur de la banque Casablanca Financial Group (CFG), il est Ministre du Tourisme de 2002 à 2007 sous le gouvernement de Driss Jettou.
Président de l'alliance des économistes de l'Istiqlal, il crée en 2008 le groupe Mutandis et l'introduit en Bourse en décembre 2018.

## Biographie

### Origines et études
Adil Douiri est issu de la bourgeoisie fassie. 
Petit fils de Ahmed Balafrej, il est un des fils de M'Hamed Douiri, influent ministre et une des grandes figures de l'Istiqlal.
Bien que M'Hamed Douiri soit publiquement un ardent défenseur de l'arabisation du système éducatif, ses enfants sont scolarisés dans le système francais.
Adil Douiri obtient un baccalauréat scientifique (mathématiques et physique) avec mention en 1980 au Lycée Descartes.  Après une Classe préparatoire de Mathématiques  au Lycée Saint-Louis à Paris (1981-1982) et un passage à l'École nationale des ponts et chaussées, il obtient son Diplôme d’Ingénieur Civil des Ponts & Chaussées en 1985.
Adil Douiri dispose d'un frère, Ismail Douiri, qui obtient son baccalauréat en France  avant de sortir diplômé de l’École Polytechnique. Il deviendra par la suite le directeur général délégué de Attijari Wafabank.

### Parcours

#### Première expérience
De 1986 à 1992, Adil Douiri est chargé de la gestion des investissements de la banque BNP Paribas et de ses clients aux États-Unis (bourse de New York et capital-risque). Il est élu deux fois meilleur gérant de portefeuille américain à Paris par la presse spécialisée, en 1987 et en 1991.

#### Retour au Maroc
Adil Douiri rentre au Maroc en 1992.
Il est le cofondateur avec Amyn Alami du projet de création de la 1re banque d’affaires au Maroc, le Casablanca Finance Group (CFG) devenu aujourd'hui une banque universelle. 
Le projet est financé avec l'aide de Abdelaziz El Alami (président de la BCM) et de Othman Benjelloun (président de BMCE Bank) .
Adil Douiri s'implique personnellement dans la création et l’organisation initiale de 3 associations professionnelles (sociétés de gestion de fonds, sociétés d'intermédiation boursière, sociétés de financement en capital risque).
Dans la banque on retrouve Younes Benjelloun, M'hammed Skalli et Omar el Yazghi, le fils du leader de l'USFP Mohammed El Yazghi .
Depuis 1992, il montre une implication personnelle, aux côtés de l’administration des finances, dans la conception et la rédaction des lois régissant les différents marchés financiers marocains, ainsi que dans la mise en place des institutions nouvelles qui s’est ensuivi (nouvelle bourse de Casablanca, conseil déontologique des valeurs mobilières).
Il est de 1996 à 1999, il fait partie du G14. Un Think Tank crée auprès de Hassan II pour tracer les grandes stratégies du pays. Parmi les autres membres du G14, on retrouve des ingénieurs comme Abdeslam Ahizoune,  Hassan Benabderrazik, Saâd Bendidi,  Driss Benhima et  Mostafa Terrab. 
En 2000, il est le président du conseil de surveillance de CFG Groupe.
En 2002, il devient le concepteur-rédacteur du futur cadre règlementaire régissant le capital risque.

### Ministre du tourisme
Entre 2002 - 2007, il est ministre du tourisme sous le gouvernement de Driss Jettou.
Le 15 juillet 2008, il a été élu président de l'Alliance des économistes istiqlaliens, lors de l'assemblée constitutive.

### Mutandis
Adil Douiri est le fondateur en mars 2008 du groupe Mutandis, une société en commandite par action
Le groupe dispose d’usines pour la fabrication de détergents, de conserves de produits de la mer, de bouteilles alimentaires et de jus de fruits. Jusqu’en 2014, le Groupe opérait également dans la distribution automobile via Mutandis Auto. Mutandis Auto, qui distribue la marque Ferrari au Maroc sera sorti du périmètre de Mutandis, en préparation d'une introduction en Bourse.
Adil Douiri tente d'introduire son entreprise en Bourse en 2015, ce qui lui est refusé par l'Autorité du Marché des Capitaux (AMMC), les statuts de Mutandis car n'étaient pas conformes à la réglementation en vigueur. Adil Douiri aurait mal vécu l'épisode. En décembre 2018, son groupe Mutandis est finalement introduit en Bourse 

#### Organisations et affiliations
Adil Douiri est membre du conseil d'administration de plusieurs entreprises.
| Entreprise | Statut                                |
| ---------- | ------------------------------------- |
| CFG Bank   | Président du Conseil d'Administration |
| Risma      | Membre du Conseil de Surveillance     |

Entre 2010 et 2016, il a été membre du conseil d'administration de Bank of Africa ,
Il est également membre du bureau exécutif de la confédération générale des entreprises du Maroc et président de la commission économique et financière. Il est membre du comité maroco-américain pour le commerce et l’investissement et un membre du parti de l'Istiqlal. Adil Douiri a également contribué aux travaux de l’ONG « Alliance Pro » par la présentation d’une politique économique intégrant une stratégie sectorielle et visant l’accélération de la création d’emplois dans le contexte de l’accord de libre-échange avec l’Union européenne.
Il est le cofondateur de la fondation Académia pour le financement (sous forme de prêt) des études des étudiants marocains issus de milieux défavorisés dans les plus grandes universités et écoles du monde

### Sources
- Site du premier ministre marocain